# Eligius Tambornino
Eligius Tambornino (* 25. Oktober 1986 in Chur) ist ein ehemaliger Schweizer Skilangläufer und Biathlet. Er startete vorwiegend in der Disziplin Sprint.

## Werdegang
Tambornino trat bis 2006 bei Juniorenrennen an. Von 2006 bis 2014 nahm er am Skilanglauf-Weltcup teil, bei dem er vorwiegend Platzierungen im Mittelfeld belegte. Das beste Weltcupgesamtergebnis erreichte er in der Saison 2011/12 mit dem 68. Platz in der Weltcupgesamtwertung und dem 28. Rang in der Sprintwertung. Sein erstes Weltcuprennen lief er im Februar 2006 in Davos, welches er mit dem 59. Platz im Sprint beendete. Im Dezember 2007 holte er in Rybinsk mit dem 27. Platz im Sprint seine ersten Weltcuppunkte. Bei den Schweizer Skilanglaufmeisterschaften 2008 in Glaubenberg wurde er Meister im Sprint. Bei den nordischen Skiweltmeisterschaften 2009 in Liberec kam er auf den 21. Platz im Sprint. Den 49. Platz im Sprint und den elften Rang im Teamsprint erreichte er bei den Olympischen Winterspielen 2010 in Vancouver. Seine beste Platzierung bei einem Weltcupeinzelrennen erreichte er im Dezember 2011 in Düsseldorf mit dem achten Rang im Sprint. Bei den nordischen Skiweltmeisterschaften 2013 im Val di Fiemme belegte er den 15. Platz im Teamsprint.

## Weltcup-Statistik

### Skilanglauf
Die Tabelle zeigt die erreichten Platzierungen im Einzelnen.
- 1.–3. Platz: Anzahl der Podiumsplatzierungen
- Top 10: Anzahl der Platzierungen unter den ersten zehn
- Punkteränge: Anzahl der Platzierungen innerhalb der Punkteränge
- Starts: Anzahl gelaufener Rennen in der jeweiligen Disziplin
- Hinweis: Bei den Distanzrennen erfolgt die Einordnung gemäss FIS.

| Platzierung         | Distanzrennen a | Distanzrennen a | Distanzrennen a | Distanzrennen a | Distanzrennen a | Skiathlon Verfolgung | Sprint | Etappen- rennen b | Gesamt | Team c | Team c  |
| Platzierung         | ≤ 5 km          | ≤ 10 km         | ≤ 15 km         | ≤ 30 km         | > 30 km         | Skiathlon Verfolgung | Sprint | Etappen- rennen b | Gesamt | Sprint | Staffel |
| ------------------- | --------------- | --------------- | --------------- | --------------- | --------------- | -------------------- | ------ | ----------------- | ------ | ------ | ------- |
| 1. Platz            |                 |                 |                 |                 |                 |                      |        |                   |        |        |         |
| 2. Platz            |                 |                 |                 |                 |                 |                      |        |                   |        |        |         |
| 3. Platz            |                 |                 |                 |                 |                 |                      |        |                   |        |        |         |
| Top 10              |                 |                 |                 |                 |                 |                      | 3      |                   | 3      | 2      |         |
| Punkteränge         |                 |                 |                 |                 |                 |                      | 24     |                   | 24     | 8      |         |
| Starts              | 2               |                 | 3               |                 |                 |                      | 38     |                   | 43     | 8      |         |
| Stand: Karriereende |                 |                 |                 |                 |                 |                      |        |                   |        |        |         |

### Biathlon
Die Tabelle zeigt alle Platzierungen (je nach Austragungsjahr einschliesslich Olympische Spiele und Weltmeisterschaften).
- 1.–3. Platz: Anzahl der Podiumsplatzierungen
- Top 10: Anzahl der Platzierungen unter den ersten zehn (einschliesslich Podium)
- Punkteränge: Anzahl der Platzierungen innerhalb der Punkteränge (einschliesslich Podium und Top 10)
- Starts: Anzahl gelaufener Rennen in der jeweiligen Disziplin
- Staffel: inklusive Mixed- und Single-Mixed-Staffeln

| Platzierung              | Einzel | Sprint | Verfolgung | Massenstart | Staffel | Gesamt |
| ------------------------ | ------ | ------ | ---------- | ----------- | ------- | ------ |
| 1. Platz                 |        |        |            |             |         |        |
| 2. Platz                 |        |        |            |             |         |        |
| 3. Platz                 |        |        |            |             |         |        |
| Top 10                   |        |        |            |             | 2       | 2      |
| Punkteränge              |        |        |            |             | 3       | 3      |
| Starts                   | 2      | 10     | 2          |             | 3       | 17     |
| Stand: 31. Dezember 2021 |        |        |            |             |         |        |